# Pre-mRNA
Il pre-mRNA o trascritto primario è un tipo di hnRNA dal quale si ottiene l'mRNA dopo alcuni processi chimici che avvengono nel nucleo della cellula eucariotica, indicati come maturazione dell'mRNA.

## Maturazione
L'elaborazione dell'mRNA differisce molto tra gli eucarioti ed i procarioti. L'mRNA procariotico è già maturo dopo la trascrizione e non richiede di essere controllato, tranne che in alcuni casi. Il pre-RNA eucariotico invece richiede diversi passaggi. 
Le tappe della maturazione sono:
- Splicing
- Capping
- Poliadenilazione

Molecole di snRNA prendono parte alla maturazione.